# Ludwig Berwald
Ludwig Berwald (8 dicembre 1883 – 20 aprile 1942) è stato un matematico tedesco noto per i suoi contributi alla geometria differenziale, in particolare alla geometria di Finsler.
Insegnò a Monaco di Baviera e a Praga per 32 anni, pubblicando 54 articoli, prima di essere deportato dalla polizia segreta tedesca nel ghetto di Łódź, dove morì insieme alla moglie Hedwig nel giro di un anno.